# Minčol (Wielka Fatra)
Minčol lub Kračkov (1398 m) – szczyt w Wielkiej Fatrze na Słowacji.

## Położenie
Wznosi się w tzw. liptowskiej odnodze głównego grzbietu Wielkiej Fatry. Na południowym zachodzie przełęcz Pod Čiernym kameňom (1266 m) oddziela go od szczytu Čierny kameň (1479 m), na północnym wschodzie przełęcz Južné Rakytovské sedlo (1295 m) oddziela go od szczytu Rakytov (1567 m). Północno-zachodnie stoki opadają do górnej części Ľubochnianskiej doliny (Lubochnianska dolina), w południowe wcina się dolina Veľká Turecká będąca odnogą Revúckiej doliny (Revúcka dolina). 
Znajduje się w obrębie Parku Narodowego Wielka Fatra. Stoki są porośnięte lasem, ale grzbiet łączący go z Čiernym kameniem jest trawiasty. Są to dawne hale pasterskie

## Szlaki turystyczne
Szczyt Minčol turystycznie jest niedostępny. Zielony szlak, nazywany "Liptowską magistralą" trawersuje jego południowo-wschodnie zbocza.
  odcinek: Rużomberk – Krkavá skala – Pod Sidorovom – Sedlo pod Vtáčnikom – Vtáčnik – Vyšné Šiprúnske sedlo – Nižné Šiprúnske sedlo – Malá Smrekovica – Močidlo, hotel Smrekovica – Skalná Alpa – Tanečnica – Severné Rakytovské sedlo – Rakytov – Južne Rakytovské sedlo – Minčol – Sedlo pod Čiernym kameňom – Sedlo Ploskej – Chata pod Borišovom

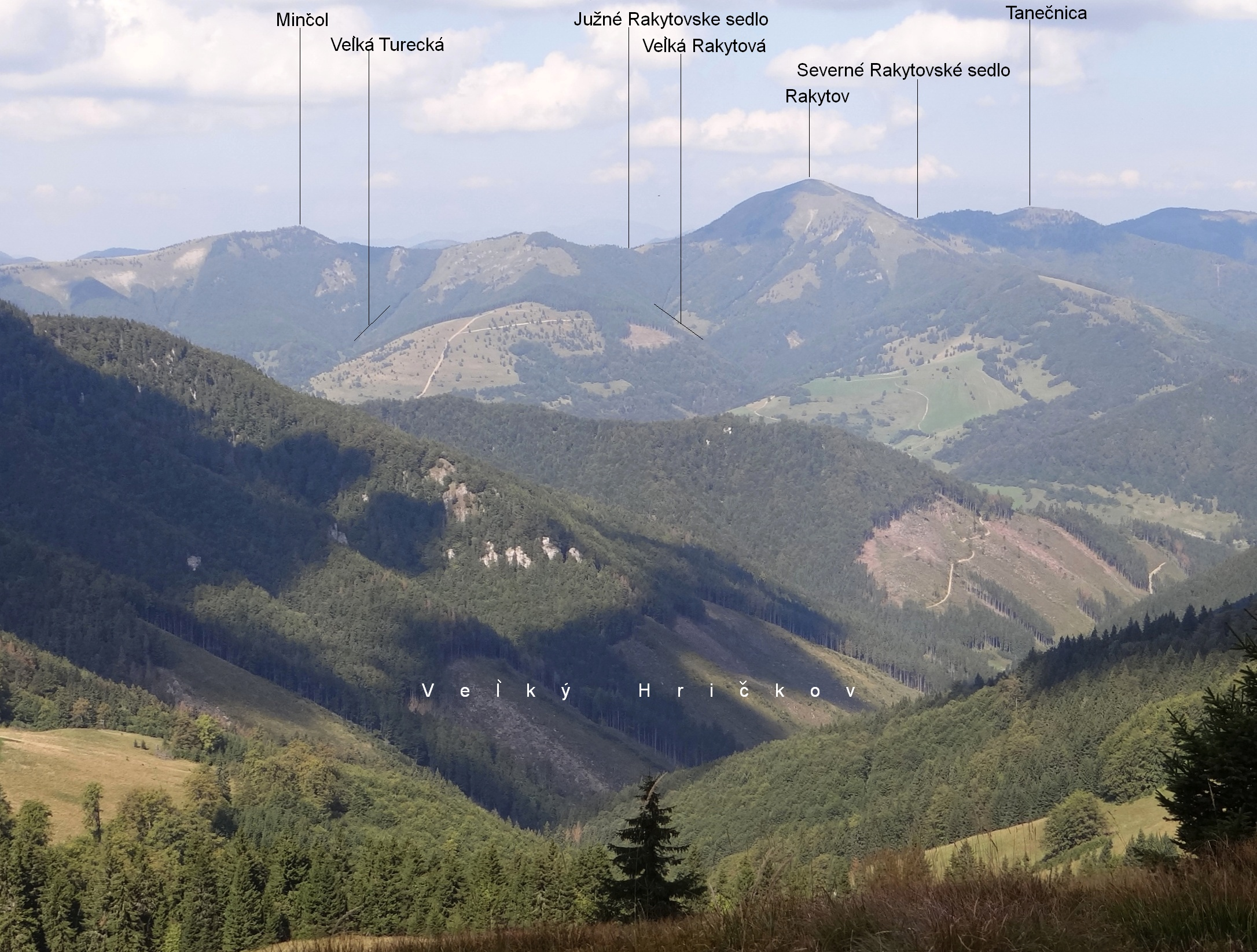
Widok z grzbietu Zwolenia
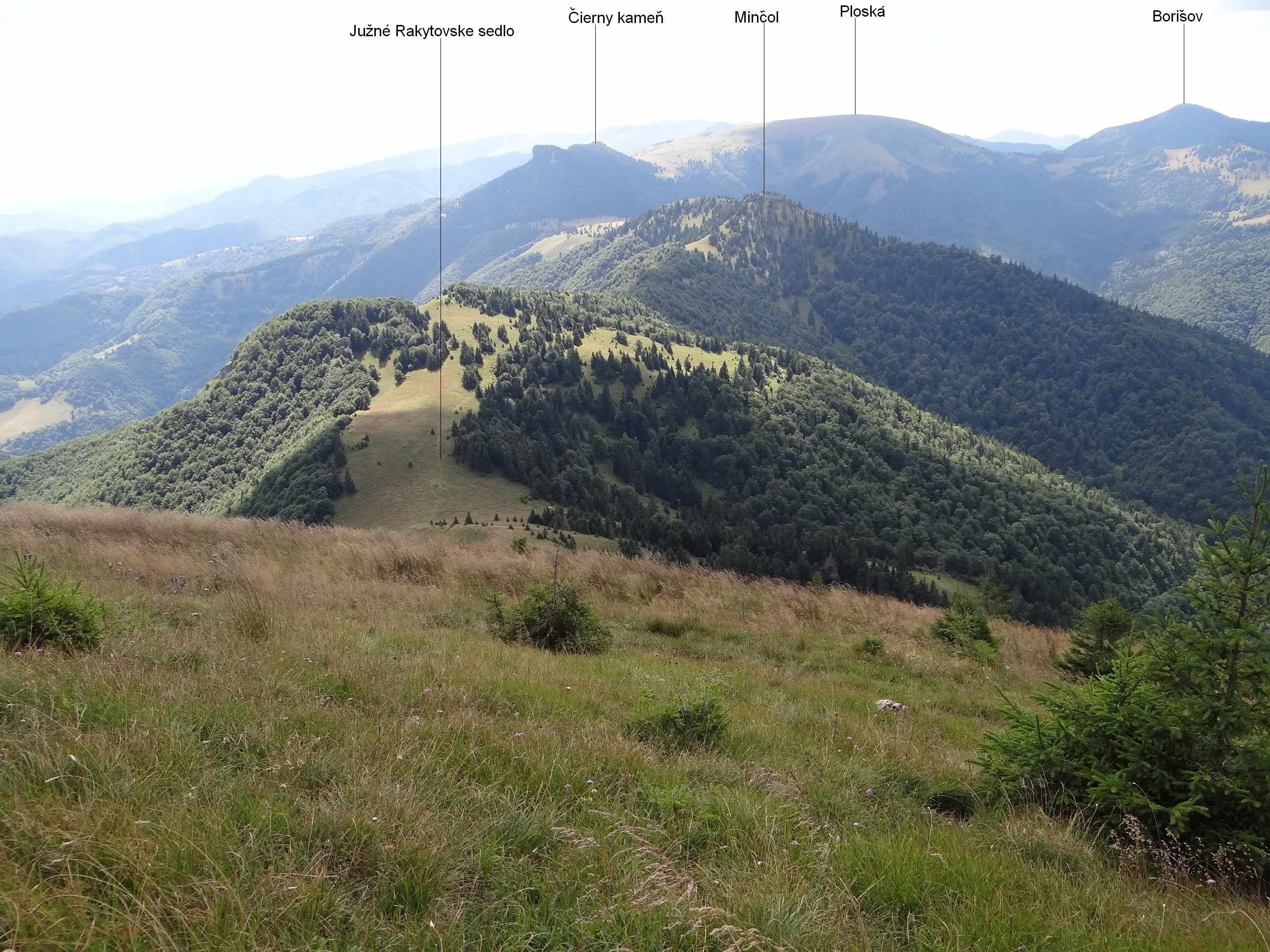
Widok ze szczytu Rakytov
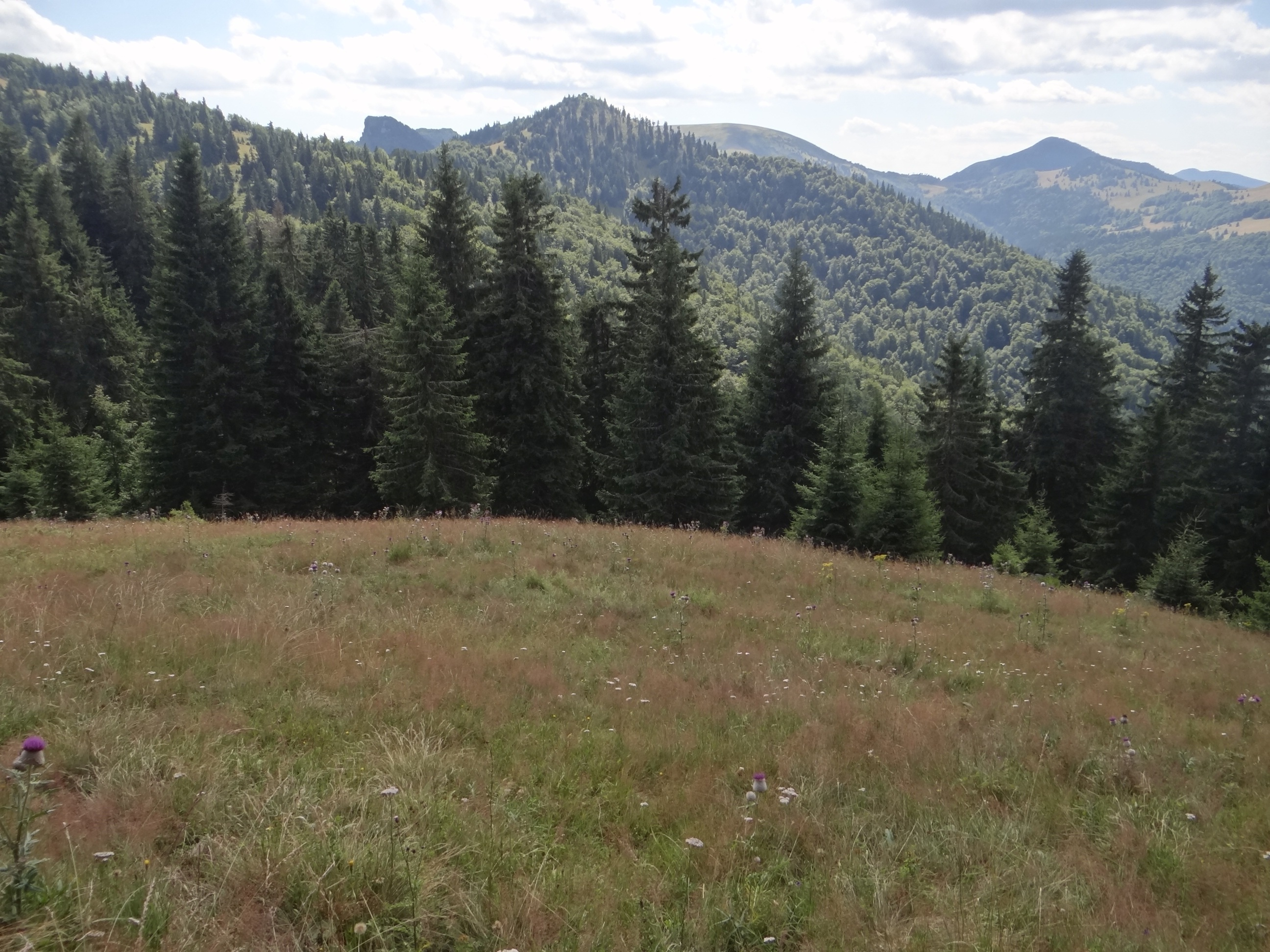
Widok z północnych zboczy Rakytova